# Europsko prvenstvo u atletici – Berlin 2018.
Europsko prvenstvo u atletici 2018. (engl. 2018 European Athletics Championships, njem. Leichtathletik-Europameisterschaften 2018) bilo je 24. Europsko prvenstvo u atletici po redu. Održalo se od 7. do 12. kolovoza 2018. u Berlinu na Olimpijskom stadionu.

## Vanjske poveznice
- EAA Službena stranica
- EAA kalendar